# Velji Lug
Velji Lug (cyr. Вељи Луг) – wieś w Bośni i Hercegowinie, w Republice Serbskiej, w gminie Višegrad. W 2013 roku liczyła 140 mieszkańców.